# Vincent Malo

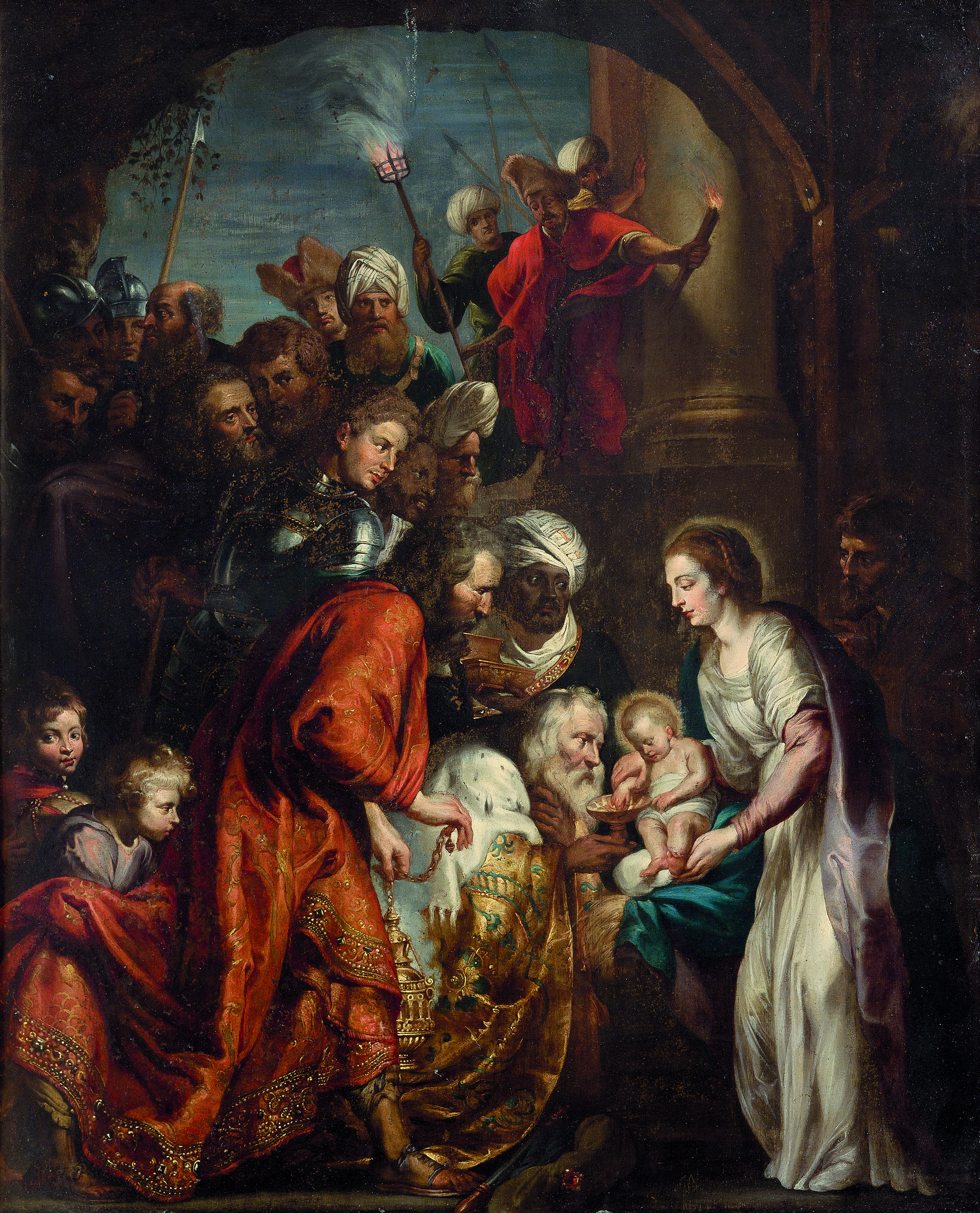
De aanbidding van de Koningen

Vincent Malo, Vincenzo Armanno of  Vincenzo Malo (circa 1605, Kamerijk – circa 1650, Rome) was een Vlaams barokschilder die na zijn opleiding en een periode van activiteit in Antwerpen uitweek naar Italië, waar hij onder meer bekend was als Vincenzo Malo, Vincenzo Malò en Vincenzio Malo. Hij schilderde zowel genretaferelen als religieuze en mythologische onderwerpen en, incidenteel, portretten.

## Biografie
Door een gebrek aan betrouwbare bronnen zijn de details van het leven van Vincent Malo niet goed vastgesteld. Zijn geboortedatum is niet bekend. In een document van 12 maart 1637 verklaarde de schilder 31 jaar oud te zijn, wat erop zou wijzen dat hij in 1606 is geboren.  In de registers van de parochie van San Lorenzo in Lucina in Rome wordt vermeld dat de schilder daar op 14 april 1644 op ongeveer 42-jarige leeftijd overleed, hetgeen een geboortedatum rond 1602 suggereert.

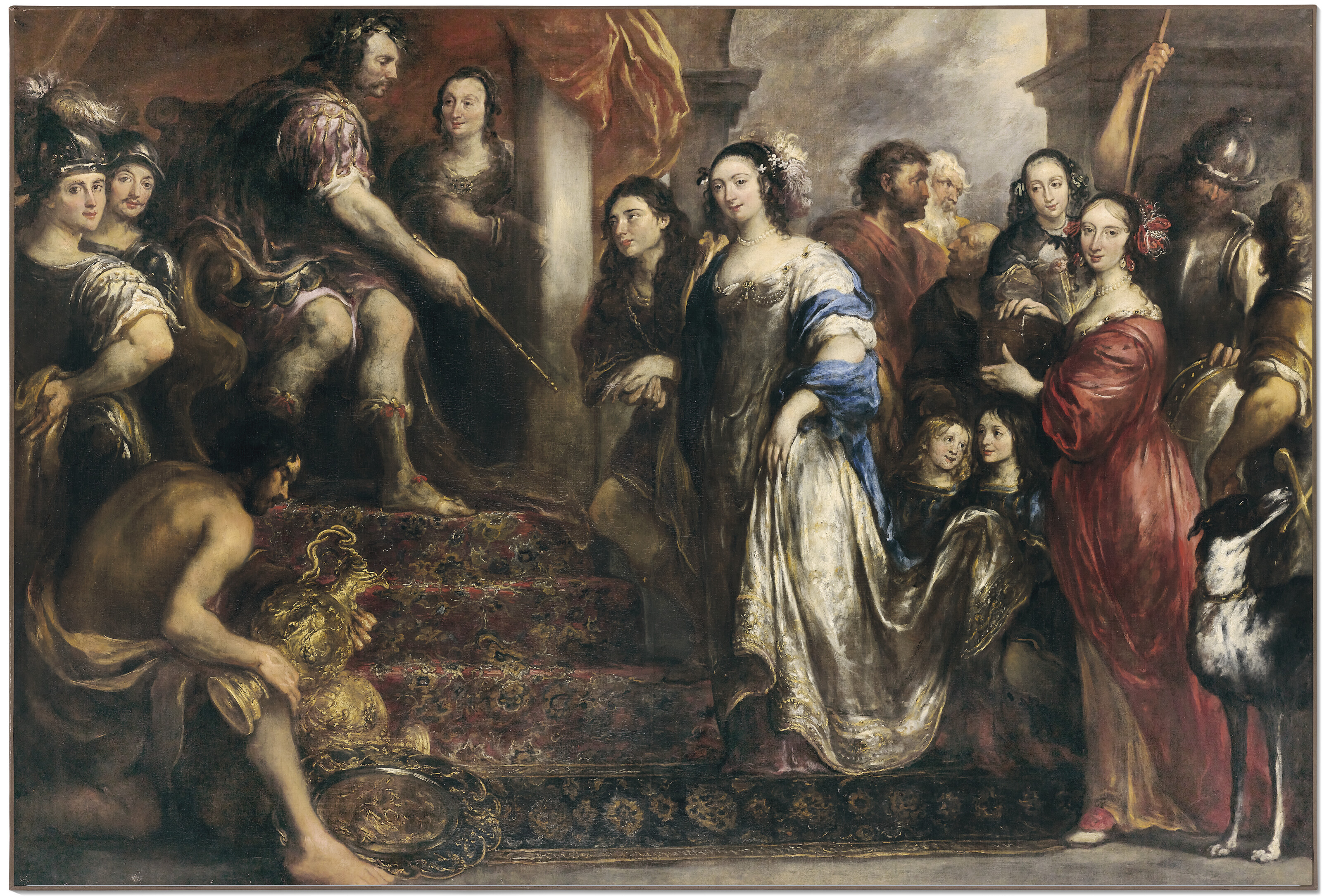
De grootmoedigheid van Scipio

De 17de-eeuwse biograaf Cornelis de Bie vermeldt dat Malo een leerling was van de toonaangevende Vlaamse genreschilder David Teniers de Oude terwijl de Italiaanse biograaf Raffaele Soprani vermeldt dat hij daarnaast ook nog studeerde bij Peter Paul Rubens.  Het feit dat uit bepaalde werken van Malo blijkt dat hij kennis had van de tekeningen die in Rubens' atelier werden gebruikt, wordt beschouwd als bewijs dat Malo wel degelijk tijd doorbracht in Rubens' atelier. Van zijn twee meesters zou hij de Vlaamse barok schilderstijl hebben geleerd.  David Teniers de Oudere en Peter Paul Rubens van wie hij de Vlaamse barokstijl leerde. Tussen 1623 en 1634 werkte hij in Antwerpen. Tijdens deze periode werd hij ingeschreven als meester in de Antwerpse Sint-Lucasgilde.  Hij trouwde in Antwerpen en kreeg in 1629 een zoon die ook Vincent heette. Zijn zoon zou later schilder worden en bekend worden als Vincent Malo I.

Liefdadigheid

Vervolgens verhuisde hij naar Genua, waar hij vele jaren woonde en verkeerde in de kring van de Vlaams broeders Cornelis en Lucas de Wael, die zeer actief waren in Genua in het vierde decennium van de jaren 1600.  Genua was in die tijd een aantrekkelijke bestemming voor kunstenaars omdat de concurrentie tussen kunstenaars er minder intens was dan in de toonaangevende culturele centra Rome, Florence en Venetië.  Genua was een bloeiende havenstad waar een groot aantal potentiële mecenassen en verzamelaars woonden  Hij voerde een groot aantal religieuze werken uit voor kerken (waarvan velen verloren zijn gegaan), en pastorale scènes voor de paleizen van de rijken. Antonio Maria Vassallo was een van zijn leerlingen.
Later verhuisde hij naar Florence en ten slotte naar Rome, waar hij overleed op de leeftijd van 45 jaar.

## Werken
Vincent Malo was een schilder van genrestukken en van religieuze en mythologische onderwerpen.   Zijn werk droeg bij tot de verspreiding van de Vlaamse kunst en de poëtica van Rubens in Genua. Hij gaf een belangrijke stimulus aan de Genuese schilderkunst in de overgang van het late maniërisme naar de barok. Werken van Vincent Malo worden o.a. bewaard in de collecties van de Accademia Ligustica di Belle Arti (Genua), Palazzo Bianco (Genea), Palazzo Colonna (Rome), Galleria Nazionale di Parma (Parma),  de Vaticaanse Musea (Rome), Pinacoteca di Brera (Milaan), het Rijksmuseum (Amsterdam) en de Indiana University of Pennsylvania Art Gallery (Indianapolis).